# تپه گورستان (قمشلو)
تپه قبرستان (قمشلو) مربوط به دوران‌های تاریخی پس از اسلام است و در شهرستان بوئین‌زهرا، روستای قمشلو واقع شده و این اثر در تاریخ ۲۵ اسفند ۱۳۷۹ با شمارهٔ ثبت ۳۲۱۴ به‌عنوان یکی از آثار ملی ایران به ثبت رسیده است.